# VII район (Звежинец)

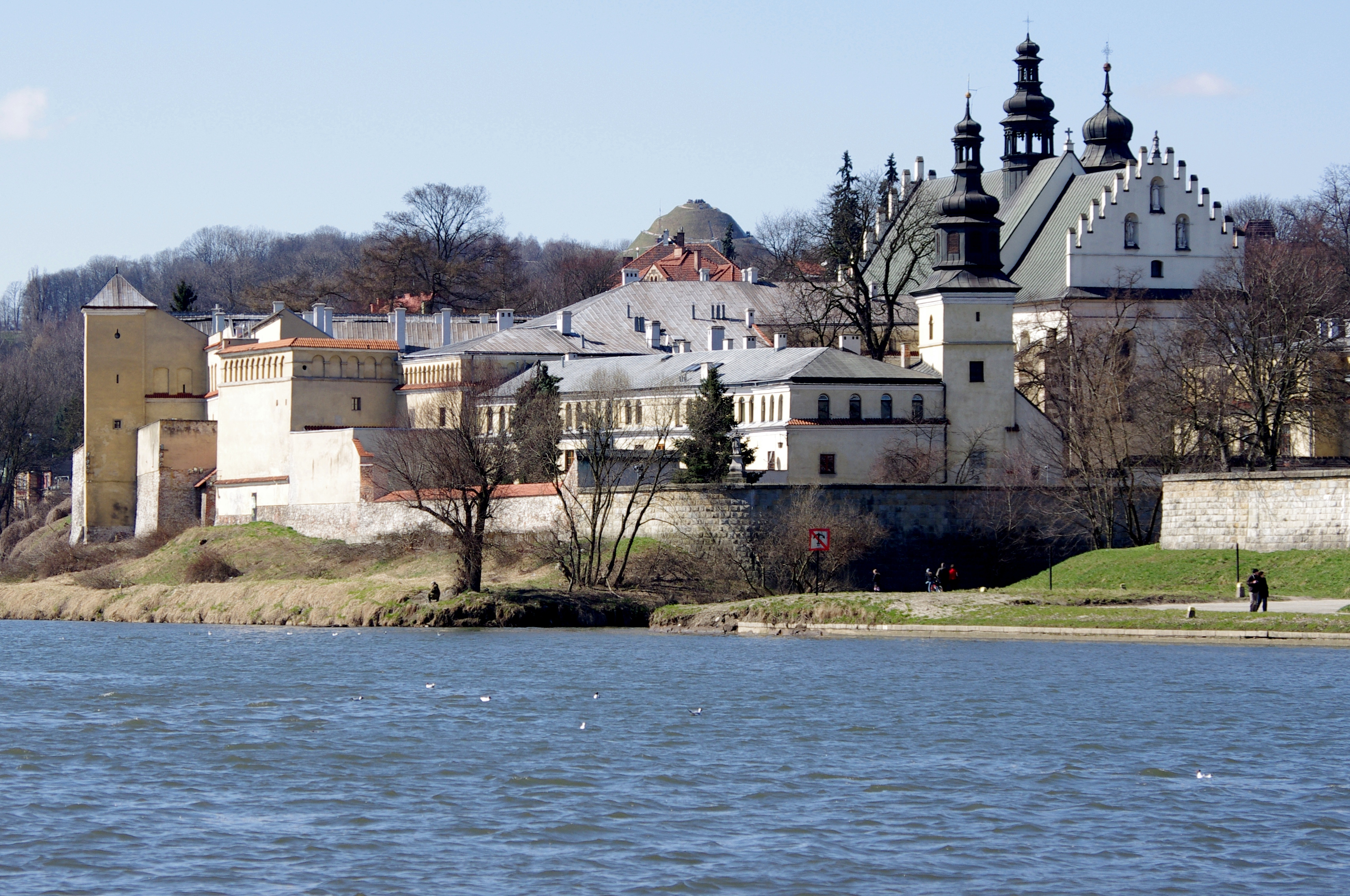
Монастырь норбертанок и курган Костюшко

Дзельни́ца VII Звежи́нец (пол. Dzielnica VII Zwierzyniec) — дзельница, административно-территориальная и вспомогательная единица Краковской городской гмины, один из 18 административных районов Кракова. Администрация дзельницы располагается по адресу ul. Bolesława Prusa 18. В настоящее время Председателем дзельницы является Щенсны Филипяк.

## География
Дзельница VII Звежинец граничит на северо-востоке с дзельницами V Кроводжа, VI Броновице, на востоке с Дзельницей I Старе-Място и на юге через реку Висла с Дзельницей VIII Дембники.
Площадь дзельницы составляет 2866,90 гектаров. В состав дзельницы входят оседле Беляны, Воля-Юстовская, Замыкаче, Звежинец, Ольшаница, Пулвсе-Звежинецке, Пшегожалы, Сальватор и Хелм.

## История
На территории современной дзельницы находятся исторические районы Звежинец, Пулвсе-Звежинецке, Пшегожалы, Воля-Юстовская, Беляны, Ольшаница, культурно-исторические и природные объекты Краковский луг и Вольский лес. Звежинец был одним из важнейших пригородов, который был тесно связан с Краковом со времён средневековья. Доминирующим объектом современной дзельницы является монастырь монахинь норбертанок и церковь святых Августина и Иоанна Крестителя, построенные во второй половине XII века. В это же время в Звежинце была построена базилика Святейшего Спасителя, от которой был назван близлежащий район Сальватор. Перестроенный в XVII веке в стиле барокко, храм сохранил некоторые объекты романского стиля. Во второй половине XIX века возле храма было основано Сальваторское кладбище. В 1820—1823 годы на холме Сикорник был построен курган Костюшко, возле которого в 1850 году австрийские власти соорудили фортификационные сооружения. В 1910 году Звежинец вошёл в состав Кракова. В 1912 году был засыпан речной рукав Рудавы, который отделял Звежинец от Кракова. В 1917 году от Звежинца до Кракова была построена трамвайная линия.
В 1954 году городской совет учредил Дзельницу Звежинец. Современная Дзельница VII Звежинец была учреждена 27 марта 1991 года решением № XXI/143/91 городского совета Кракова. Современные границы дзельницы были утверждены решением городского совета № XVI/192/95 от 19 апреля 1995 года.

## Население
Численность населения дзельницы составляет 20.397.

## Достопримечательности

### Памятники культуры
Памятники культуры Малопольского воеводства:
| Изображение | Русское название                                 | Польское название                              | Местоположение |
| ----------- | ------------------------------------------------ | ---------------------------------------------- | -------------- |
|             | Аллея Джорджа Вашингтона                         | Aleja Jerzego Waszyngtona                      |                |
|             | Вилла Башня                                      | Willa Baszta                                   |                |
|             | Водонапорная станция                             | Dworzec Wodociągowy                            |                |
|             | Дьявольский мост                                 | Diabelski Most                                 |                |
|             | Краковский луг                                   | Błonia krakowskie                              |                |
|             | Курган Костюшко                                  | Kopiec Kościuszki                              |                |
|             | Курган Пилсудского                               | Kopiec Józefa Piłsudskiego                     |                |
|             | Форт 2 «Костюшко»                                | Fort cytadelowy 2 «Kościuszko»                 |                |
|             | Церковь Непорочного Зачатия Пресвятой Девы Марии | Kościół Wniebowzięcia Najświętszej Maryi Panny |                |
|             | Часовня блаженной Брониславы                     |                                                |                |

### Другие достопримечательности
- Сальваторское кладбище;
- Вольский лес;
- Замок Вартенберг;
- Краковский зоопарк;
- Церковь Христа Царя